# Infinity (Jesu)
Infinity è il terzo album degli Jesu, pubblicato dalla Avalanche il 23 luglio 2009.
Lo stesso Justin Broadrick non lo considera come un album. Esso è composto da una sola traccia della durata di oltre 49 minuti, che ripercorre le sonorità per cui il gruppo si contraddistingue.
Il 19 agosto dello stesso 2009 la Daymare Recordings pubblica in Giappone una versione con un bonus disc contenente una seconda traccia.

## Tracce
Testi e musiche di Justin Broadrick.
1. Infinity – 49:32

Durata totale: 49:32

## Formazione
- Justin Broadrick - tutti gli strumenti